# 紅木埕武聖廟
澎湖馬公紅木埕武聖廟，又稱紅毛城武聖廟、紅木埕關帝廟、澎湖關帝廟、澎湖武廟、朝陽里關帝廟、關夫子廟、關聖廟或武忠廟，主祀關聖帝君，周于仁《澎湖紀略》收錄澎湖四大古廟之一，亦屬闔澎公廟性質的官廟。

## 沿革

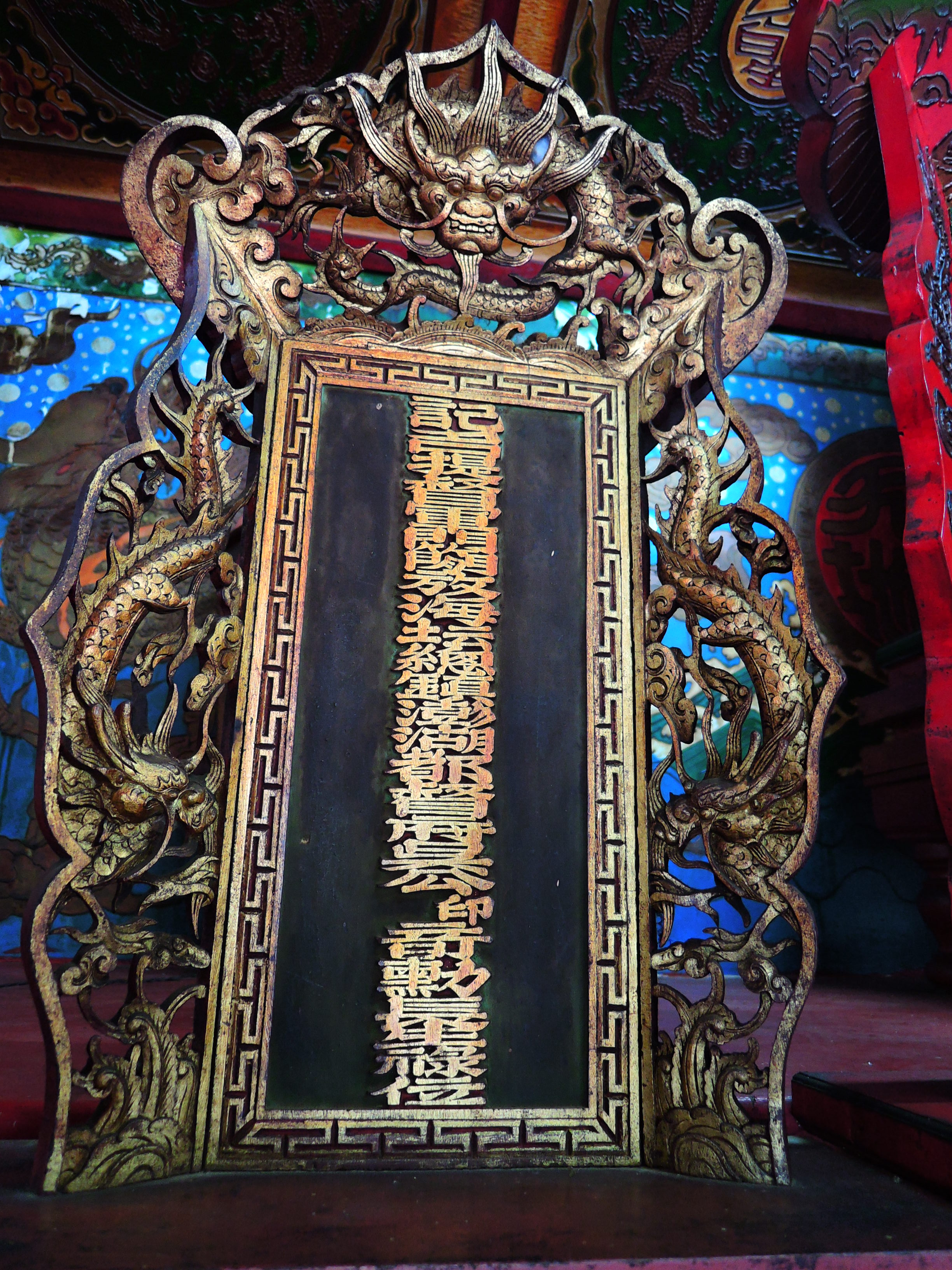
澎湖水師協副將吳奇勳牌位

澎湖武聖廟確切的立廟年代無碑記可考，《澎湖紀略》僅載康熙23年（1684年）將澎湖收入版圖之後所建，但《臺灣縣志》載康熙36年（1697年）由澎湖水師協副將尚宣興建於澎湖天后宮西側。武聖廟最初設於媽宮澳協鎮署西側校場（今澎湖防衛司令部東側），光緒元年（1875年）澎湖水師協副將吳奇勳遷建至紅木埕（今北辰市場一帶），即為今址。

### 紅木埕
根據伊能嘉矩的《台灣踏查日記》中紀錄，紅木埕為「紅毛城」的訛音。明朝天啓二年（1622年），荷蘭東印度公司尋求遠東貿易據點攻佔葡萄牙人盤據的澳門未果，雷爾生（Cornelis Reijersen）率艦隊就近佔領澎湖群島。天啓四年（1624年）荷軍撤離澎湖轉往台灣之前，荷軍在風櫃尾蛇頭山築城，而明軍為了與驅逐荷軍，便在紅木埕、瓦硐港建造碉堡或砲台，而紅木埕高地處的城池建築周圍約一百二十丈。當時玄武岩堆砌而成的城基，直到日治時代初期尚能窺見城跡之一二，但日治時代末期，城牆石塊被挪去做防風牆之用，在關帝廟後方僅剩縱深八十公尺的城垣殘存，現已不存。

### 年表[1]
| 時曆     | 公元   | 修建歷史與備註                                                                   |
| -------- | ------ | -------------------------------------------------------------------------------- |
| 康熙36年 | 1697年 | 澎湖水師協副將尚宣倡建武聖廟澎湖天后宮西側。                                     |
| 乾隆31年 | 1766年 | 澎湖通判胡建偉率眾捐資擴建。                                                     |
| 乾隆56年 | 1791年 | 澎湖水師協副將黃象新率眾捐資重修。                                               |
| 嘉慶21年 | 1816年 | 澎湖通判蔣鏞率眾勸捐修葺。                                                       |
| 道光五年 | 1825年 | 澎湖通判蔣鏞率眾勸捐重修。                                                       |
| 光緒元年 | 1875年 | 澎湖水師協副將吳奇勳鑒於原廟圯廢，遷建武聖廟於今紅木埕處，原址改建為兵房。       |
| 光緒11年 | 1885年 | 清法戰爭澎湖之役，廟身遭法軍砲轟損毀。                                           |
| 光緒17年 | 1891年 | 澎湖水師鎮總兵吳宏洛重建增修，並建半月池。                                       |
| 大正10年 | 1921年 | 信眾奉請武聖廟文衡聖帝神像來台灣本島輪祀；後信眾於高雄市鹽埕區興建文武聖殿。     |
| 昭和12年 | 1937年 | 馬公紳商發起重修，在此之前關帝廟廟務多由東甲北極殿兼管，後改由紅毛城芸居民接管。 |
| 民國36年 | 1945年 | 國軍進駐武聖廟。                                                                 |
| 民國62年 | 1973年 | 原廟損壞嚴重，整棟拆除，1971年由謝自南設計，改建為二層水泥式建築，並增建鐘鼓樓。 |

## 祭祀
例祭為農曆六月廿四，關公聖誕千秋。
根據民間五行學說，關公乃武神（武財神），五行屬火，八字命理喜用神為火者，適宜向關公祈求光明燈，填補不足。

## 軼聞
澎湖地區除了「王爺」信仰昌盛之外，奉「關聖帝君」（或稱「文衡聖帝」）為主神的廟宇也多達十六之數。
關聖帝君信仰看似興盛，但其實在日治時期（1895年－1945年）香火沉寂了許久。

## 文物
- 武聖廟大鐘：鐘銘隱可見為乾隆40年（1775年）所製，推測為乾隆39年上任的澎湖水師副將林俊所獻。[14]
- 亘古無雙匾：道光15年（1835年），澎湖通判蔣鏞、福建澎湖水師副總兵官詹功顯仝立。
- 超群絕倫匾：光緒元年（1875年），儘先補用水師提督福建澎湖副總兵官健勇巴圖魯吳奇勳敬獻。
- 配義與道匾：光緒元年（1875年），游擊銜澎湖鎮中軍郁文勝、右營蘇桂森仝敬獻。
- 圓口三足石香爐：乾隆五十一年(1786年)桂月吉旦，澎湖協魏大斌。
- 大義昭垂匾：道光歲在辛丑季秋穀旦 (道光廿一年，1841年），欽差駐札澎湖督辦海防軍務兼會辦全臺防堵事宜⁄太子太保前任浙江水陸提督門二等子爵世襲⁄王得祿敬。
- 楹聯：紀雙抱（紀經才）立行書、吳克文（吳藻卿）立隸書、莊東立金文和楷書。

## 圖輯

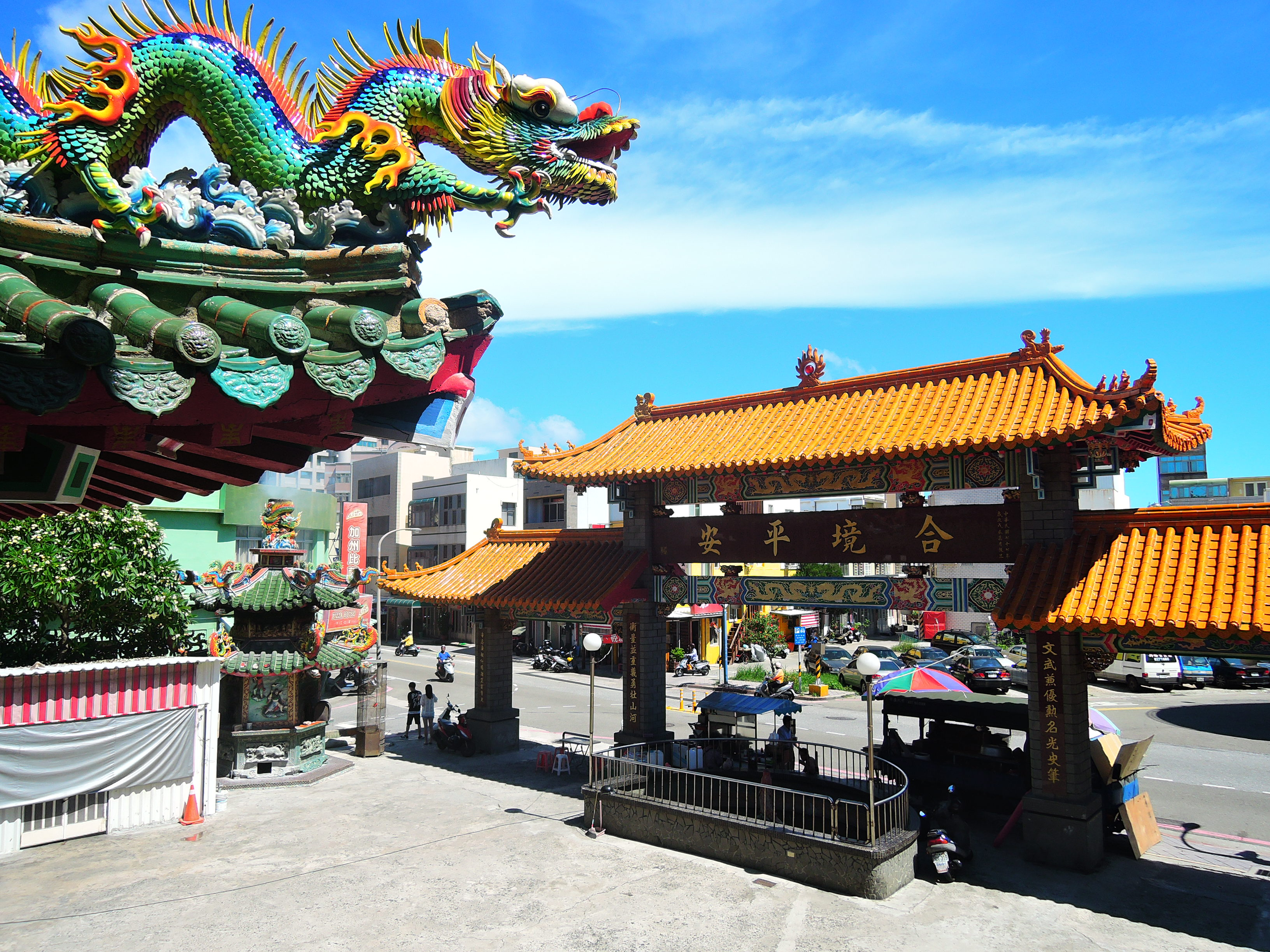
廟埕、半月池
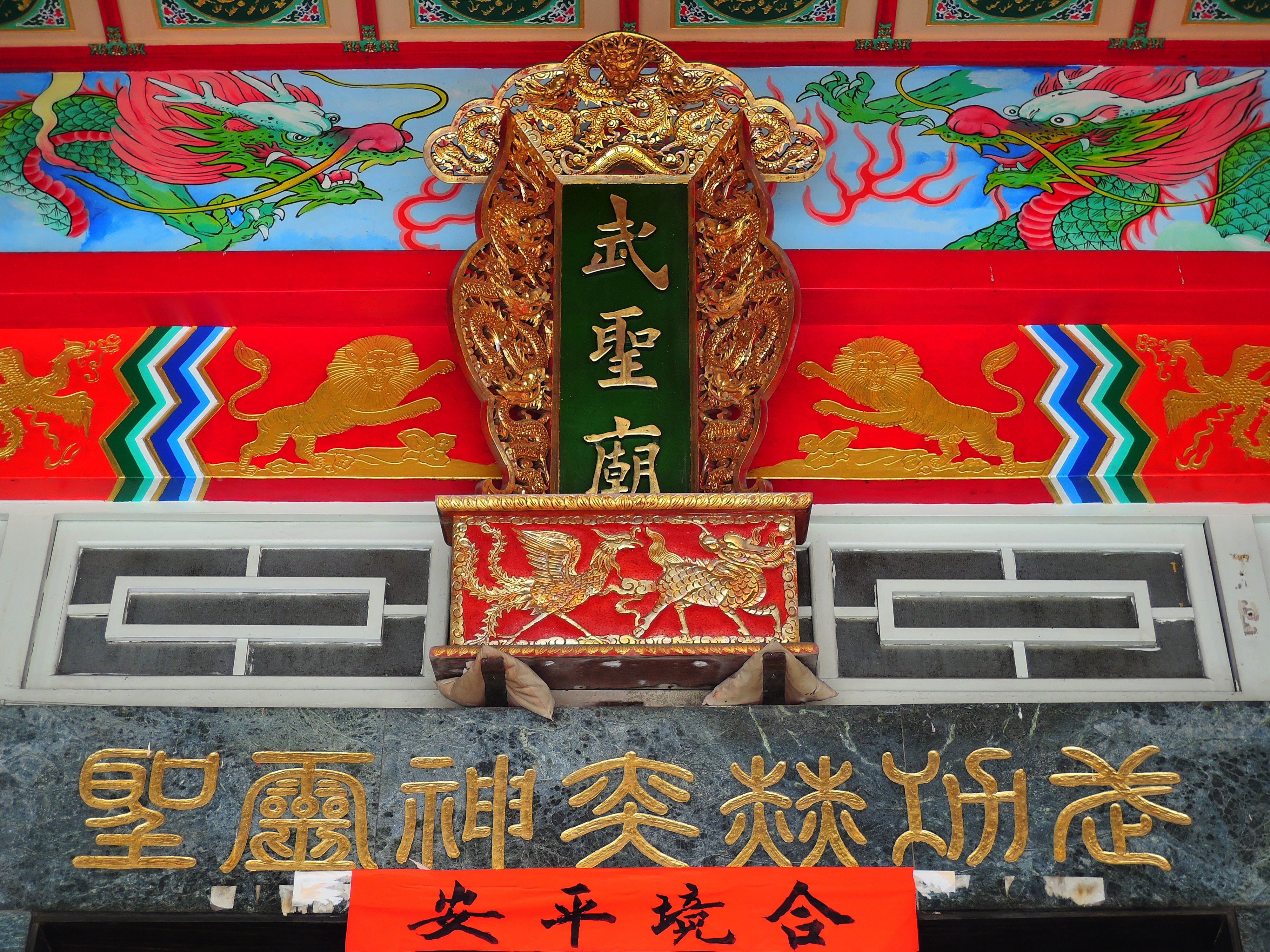
聖旨牌
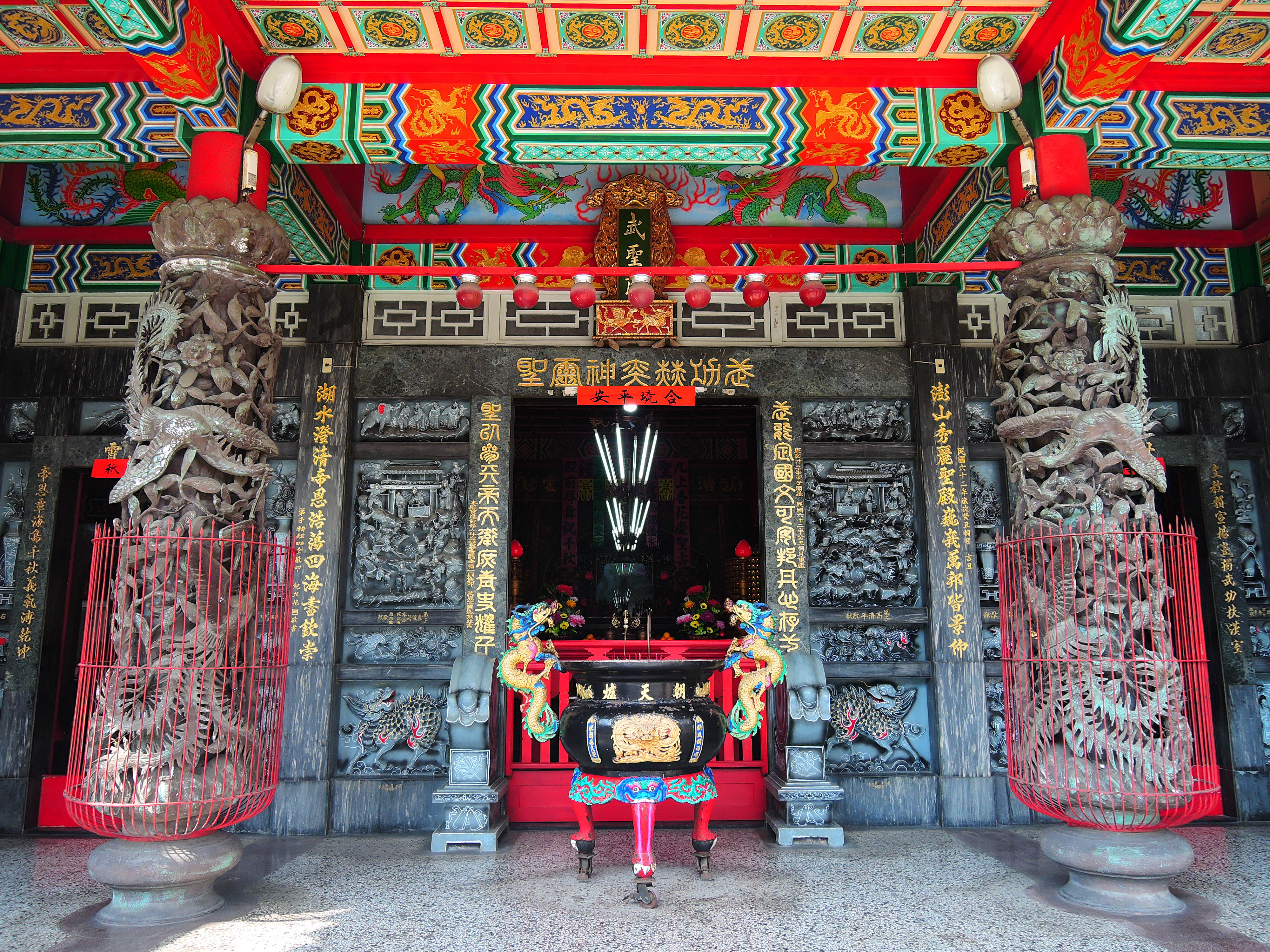
山門立面
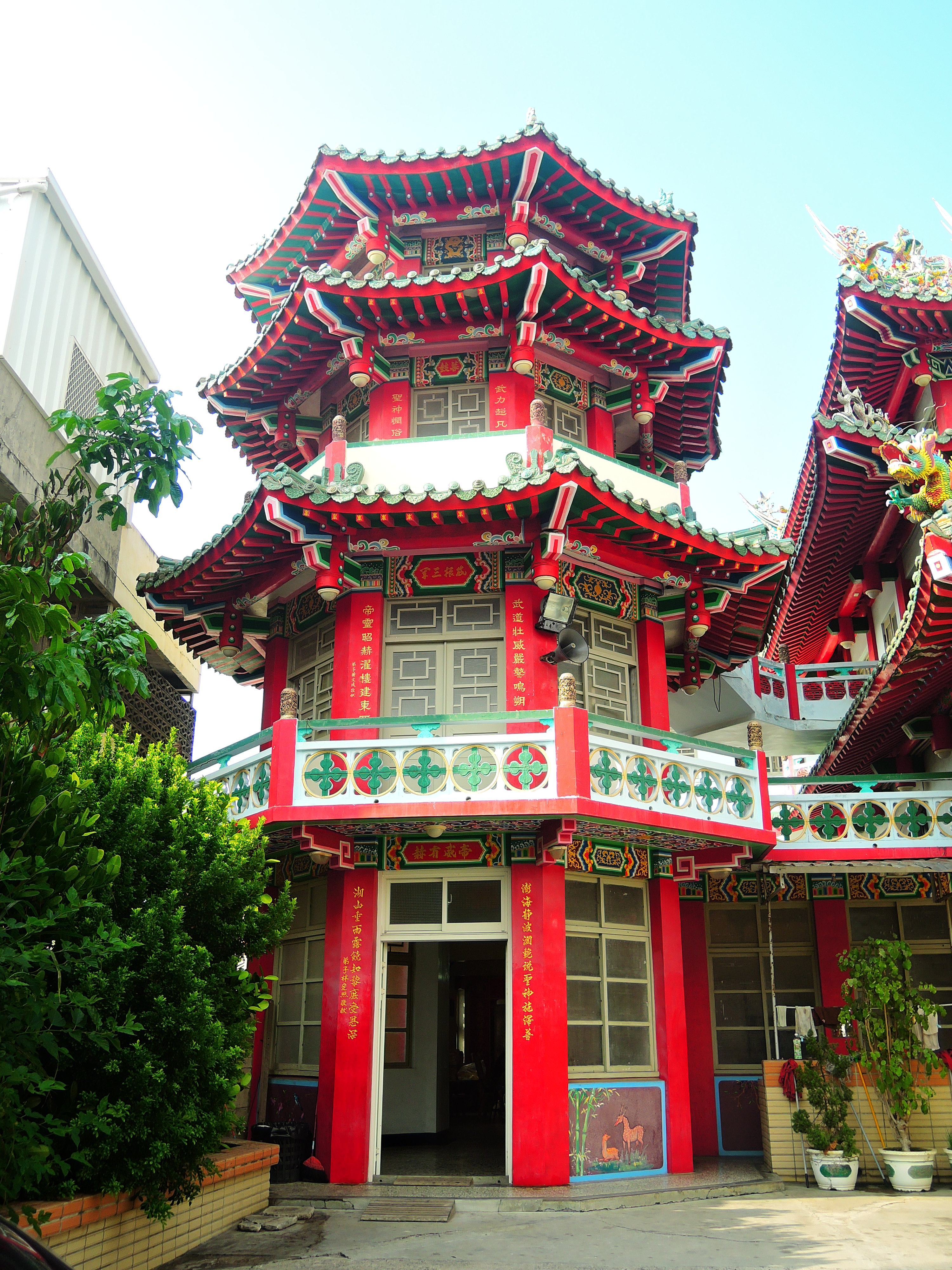
西側亭樓
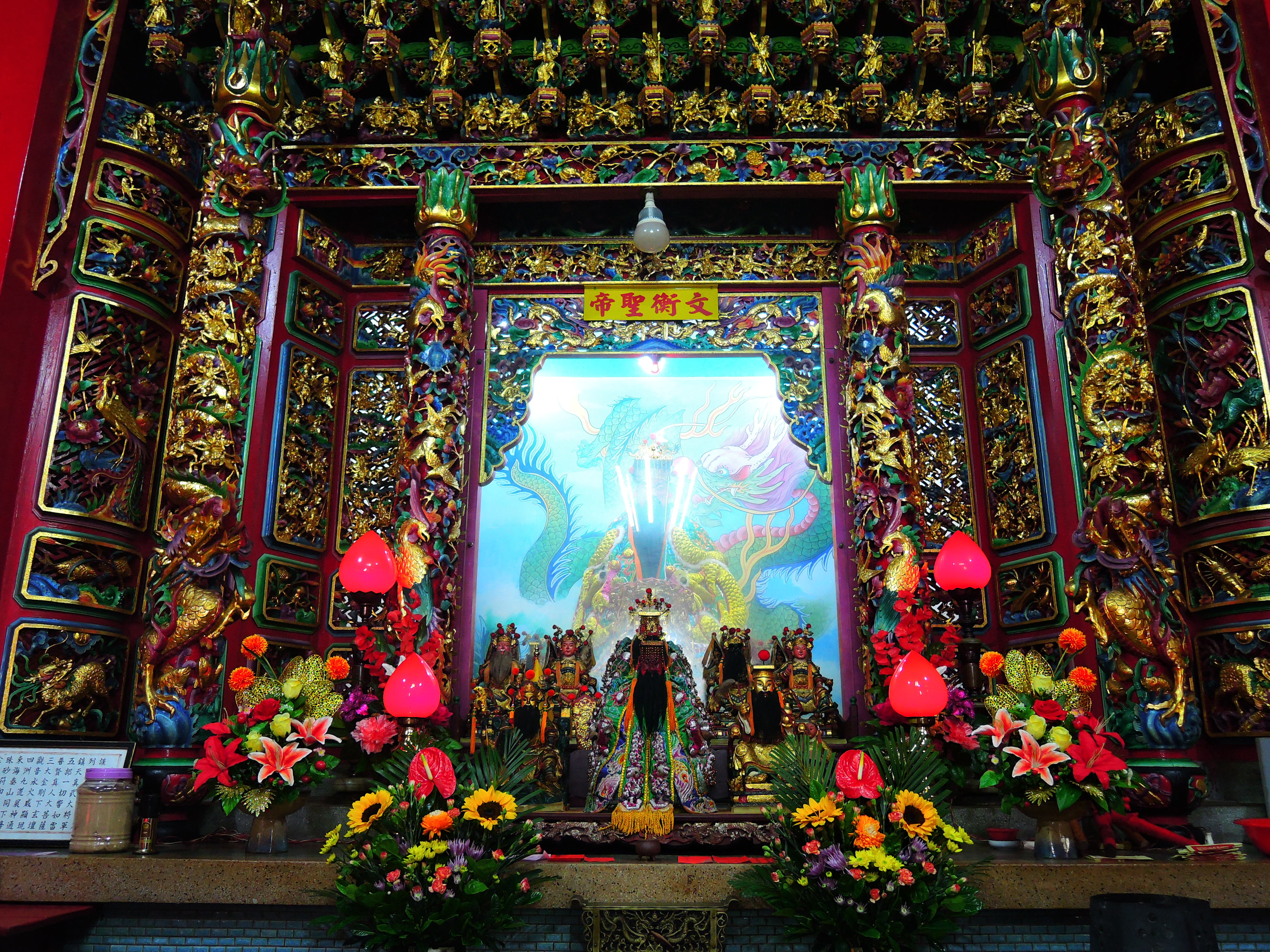
正殿神明廳：關公像
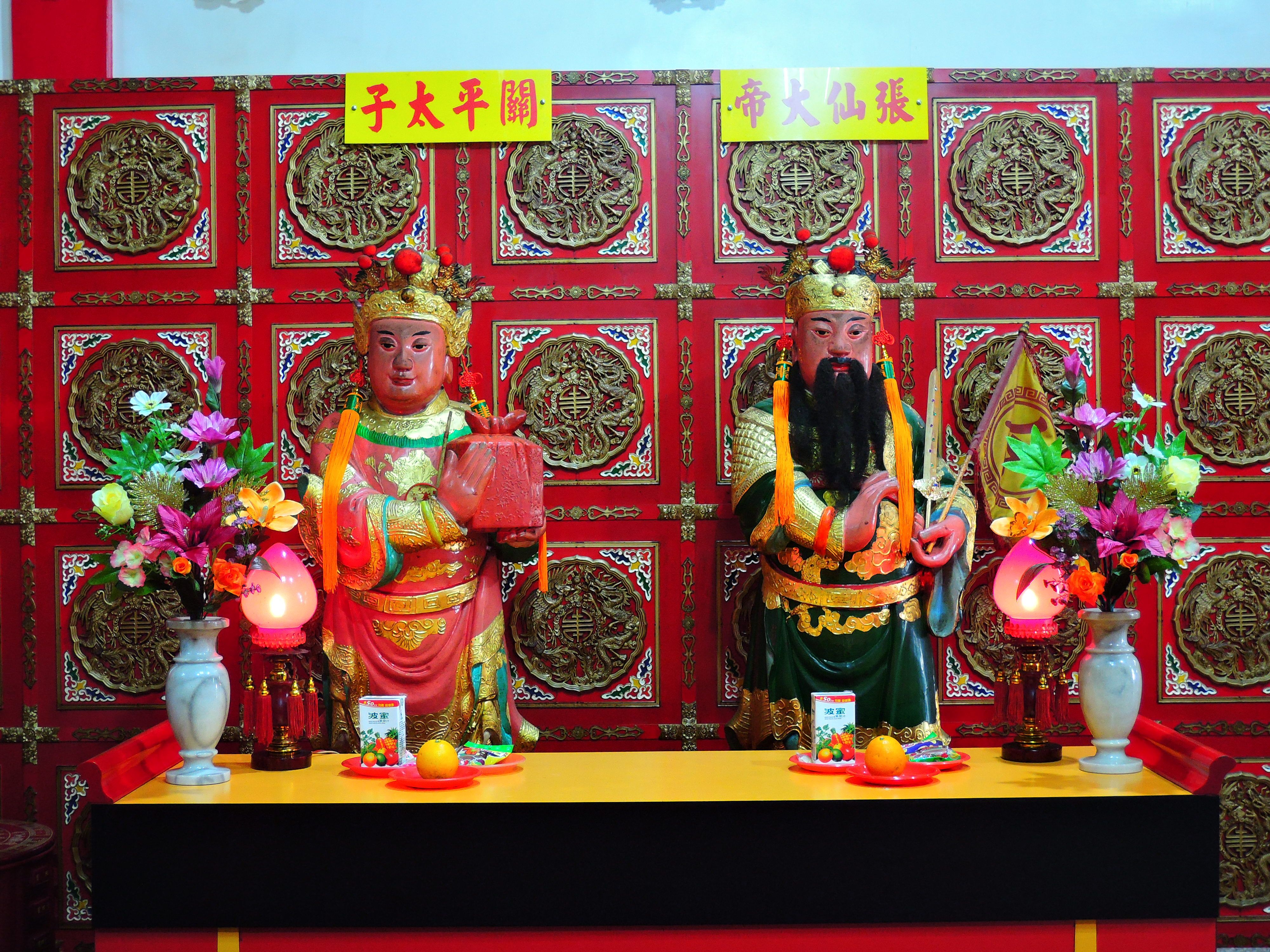
關平與張仙大帝像
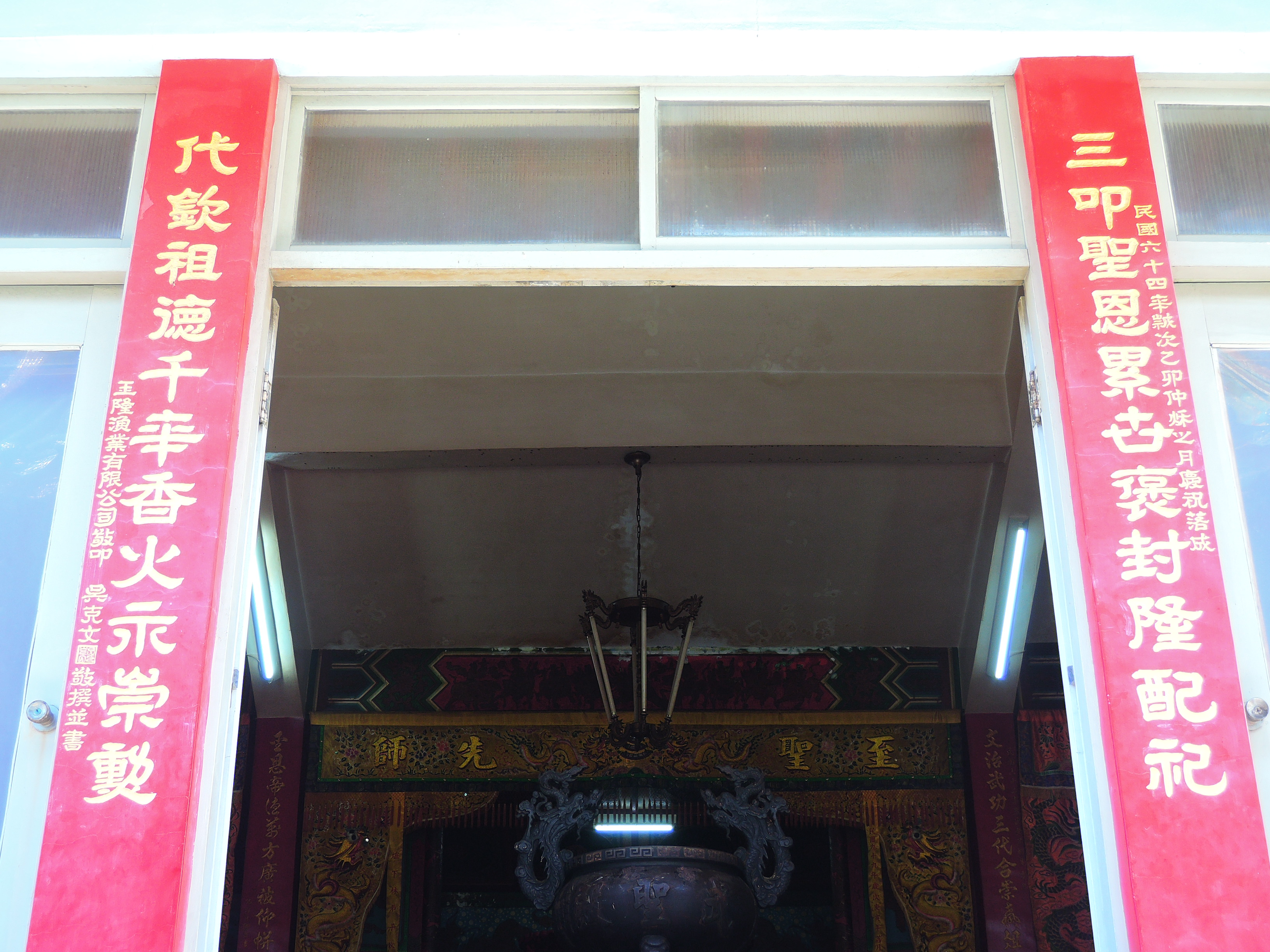
三樓：吳克文隸書楹聯
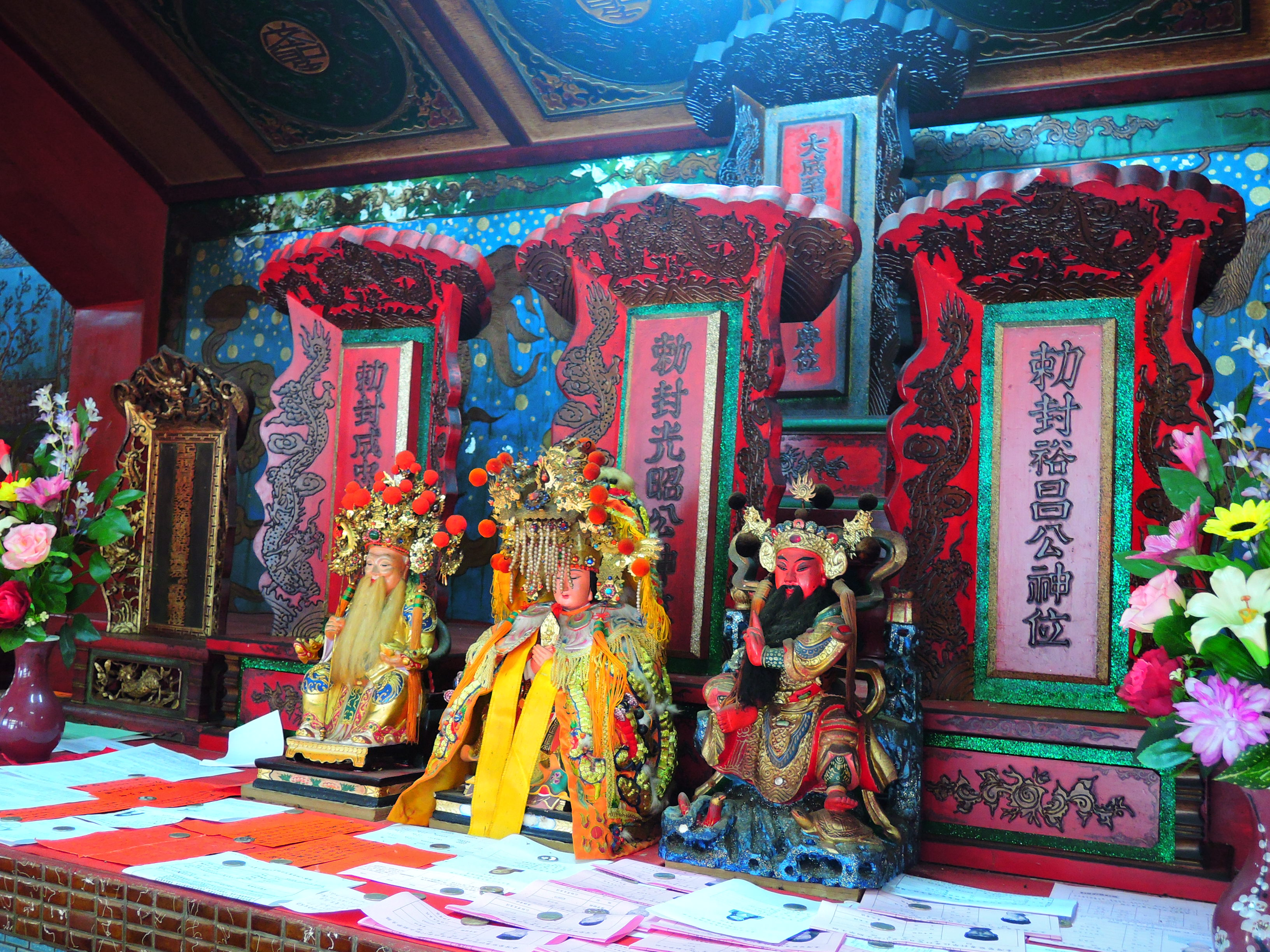
三樓：正殿神像
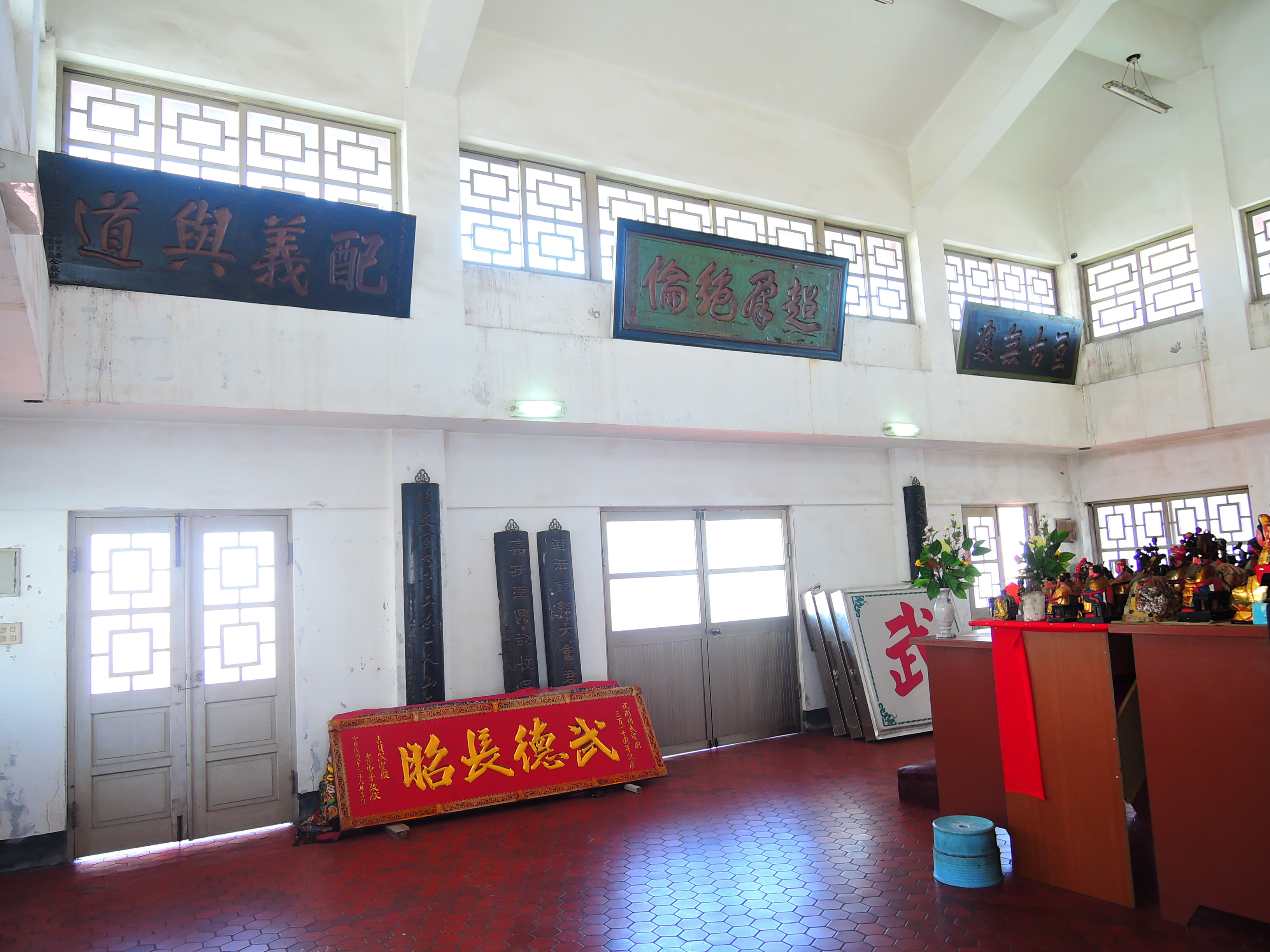
三樓：前殿匾額
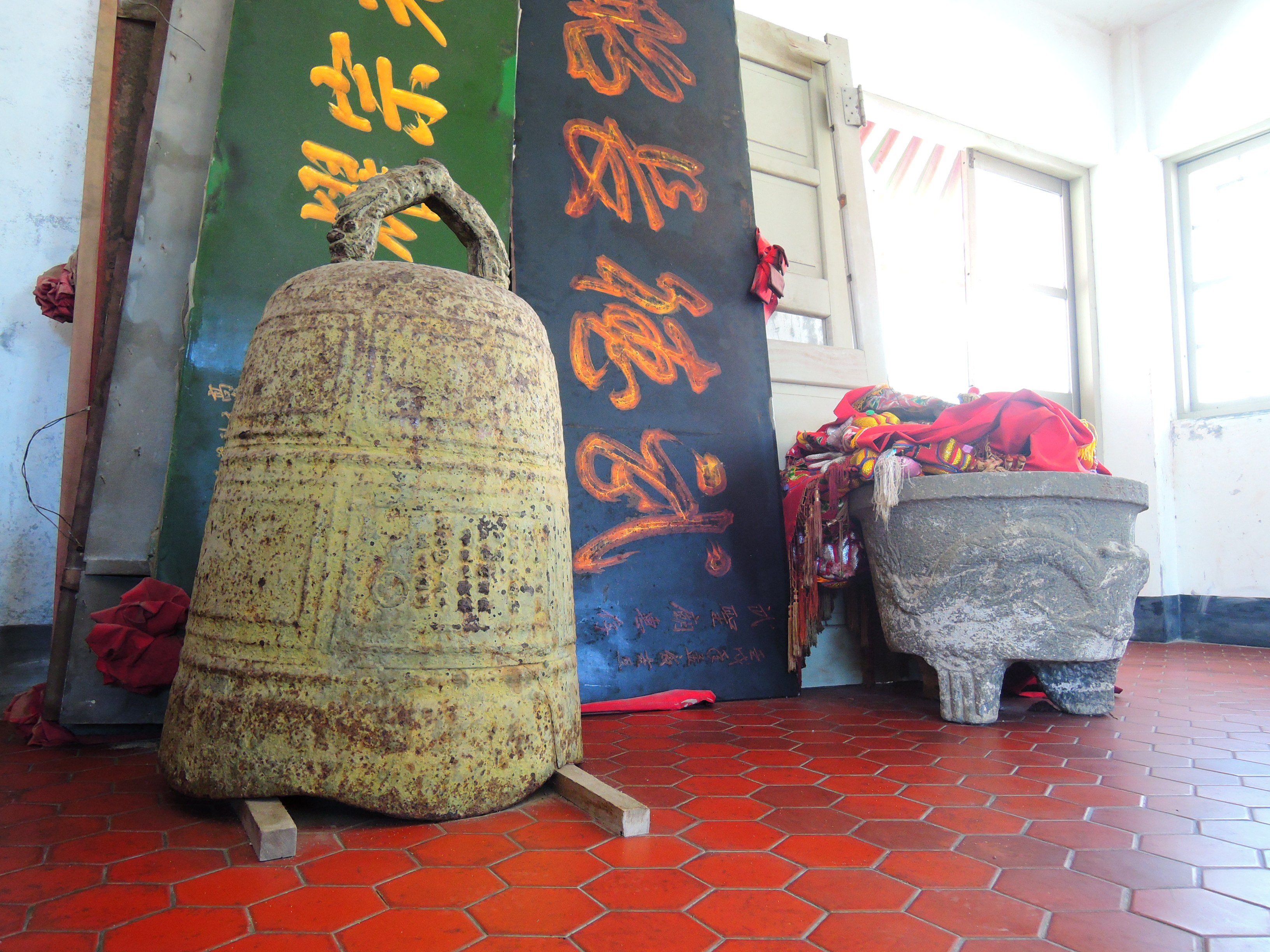
武聖廟古鐘
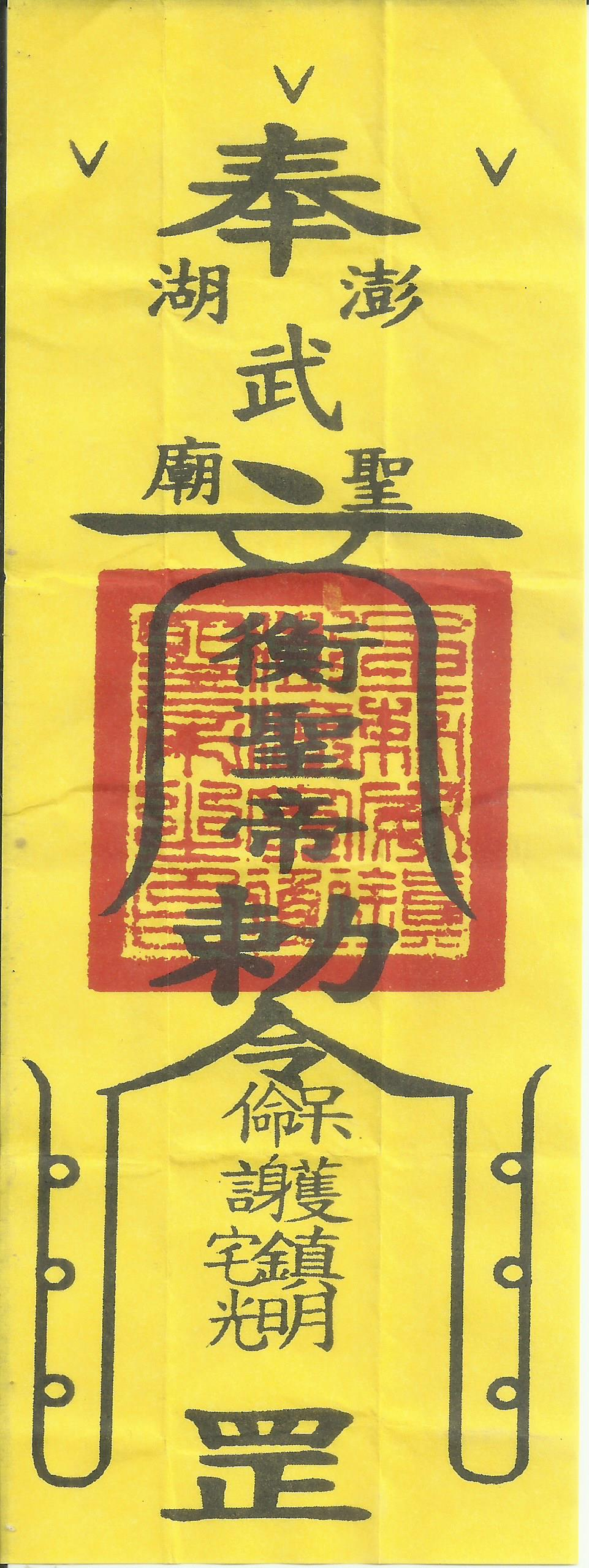
玉皇大帝勅令平安符

## 外部連結
- 澎湖紅毛城關帝廟的Facebook專頁

23°34′23″N 119°34′30″E / 23.572959°N 119.575111°E